# Liste der Biografien/Geru
Liste der Biografien |
Portal Biografien |
Personensuche
# |
A |
B |
C |
D |
E |
F |
G |
H |
I |
J |
K |
L |
M |
N |
O |
P |
Q |
R |
S |
T |
U |
V |
W |
X |
Y |
Z |
?
 
Ga |
Gb |
Gc |
Gd |
Ge |
Gf |
Gh |
Gi |
Gj |
Gk |
Gl |
Gm |
Gn |
Go |
Gp |
Gq |
Gr |
Gs |
Gu |
Gv |
Gw |
Gy |
Gz
 
Gea |
Geb |
Gec |
Ged |
Gee |
Gef |
Geg |
Geh |
Gei |
Gej |
Gek |
Gel |
Gem |
Gen |
Geo |
Gep |
Ger |
Ges |
Get |
Geu |
Gev |
Gew |
Gex |
Gey |
Gez
 
Gera |
Gerb |
Gerc |
Gerd |
Gere |
Gerf |
Gerg |
Gerh |
Geri |
Gerk |
Gerl |
Germ |
Gern |
Gero |
Gerp |
Gerr |
Gers |
Gert |
Geru |
Gerv |
Gerw |
Gery |
Gerz
Die Liste der Biografien führt alle Personen auf, die in der deutschsprachigen Wikipedia einen Artikel haben. Dieses ist eine Teilliste mit 22 Einträgen von Personen, deren Namen mit den Buchstaben „Geru“ beginnt.

## Geru
- Geru, Cătălin (* 1969), rumänischer Eishockeyspieler

### Gerul
- Gerulaitis, Vitas (1954–1994), US-amerikanischer TennisspielerVitas Gerulaitis (1954–1994)

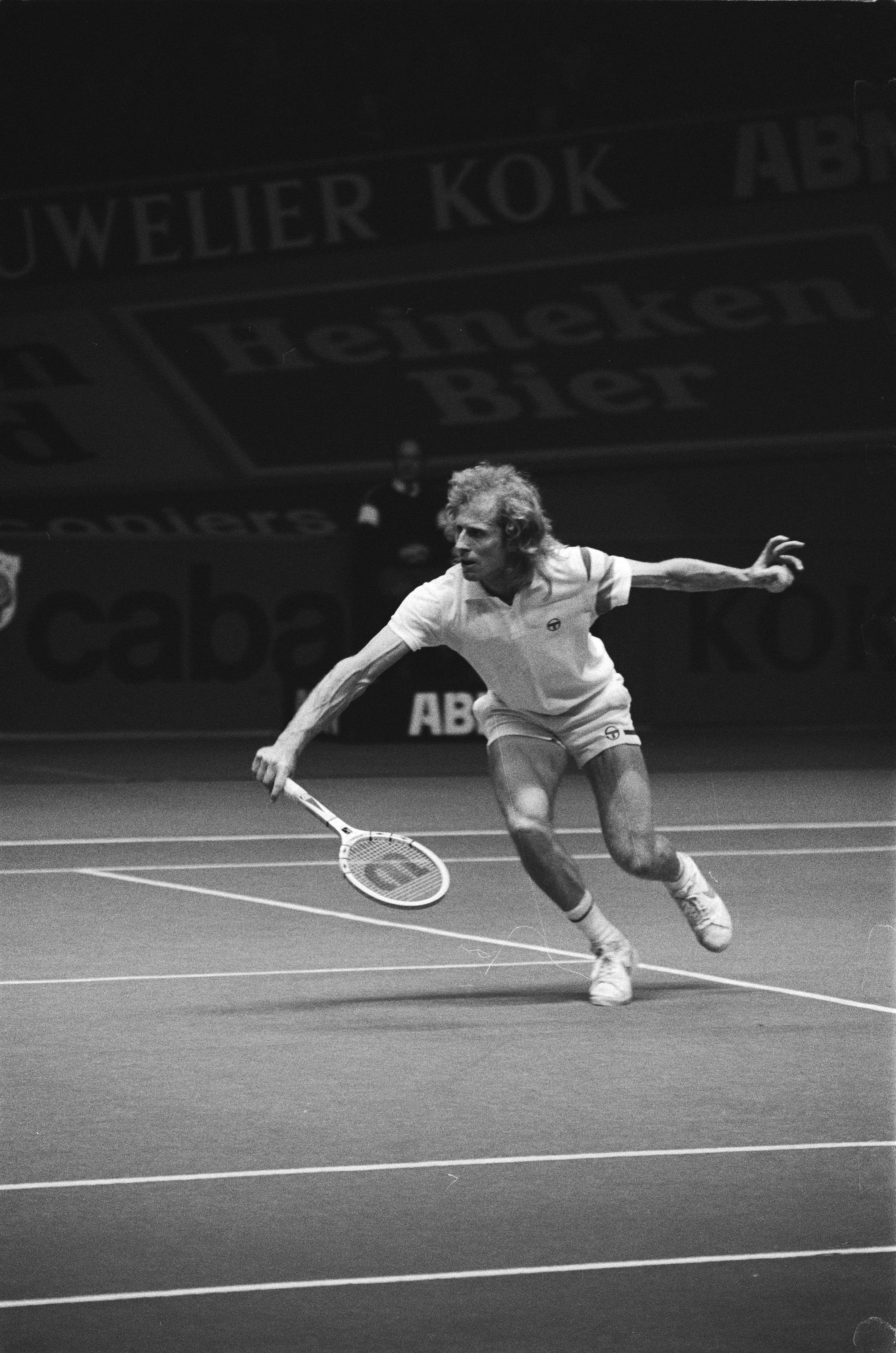
Vitas Gerulaitis (1954–1994)

- Gerulat, Bernd (* 1959), deutscher Fußballspieler und -trainer
- Gerulf, Graf in Mittelfriesland
- Gerulf von Kennemerland († 896), Graf in Mittelfriesland und Ahnherr des holländischen Grafenhauses
- Gerull, Thomas (* 1962), deutscher Degenfechter
- Gerullis, Georg (1888–1945), deutscher Baltist und Hochschullehrer

### Gerum
- Gerum, Christian (* 1967), deutscher Eishockeyspieler
- Gerum, Elmar (* 1946), deutscher Wirtschaftswissenschaftler
- Gerum, Jimmy C. (* 1964), deutscher Filmproduzent
- Gerum, Josef (1888–1963), Teilnehmer des Hitler-Putsches und leitender Polizeibeamter
- Gerum, Reinhild (* 1955), deutsche bildende Künstlerin

### Gerun
- Gerung († 1170), Abt des Klosters Bosau und Bischof von Meißen
- Gerung, Hans-Jürgen (* 1960), deutscher Komponist
- Gerung, Matthias († 1570), deutscher Maler und Holzschneider
- Geruntius, legendärer Bischof von Italica und Märtyrer

### Gerus
- Gerus, Reshad de (* 2003), französischer Autorennfahrer
- Gerus, Roman Wladimirowitsch (* 1980), russischer Fußballtorhüter
- Geruschke, Helmut (1930–2010), deutscher Fußballspieler
- Gerusel, Mathias (* 1938), deutscher Schachspieler
- Gerussi, Bruno (1928–1995), kanadischer Schauspieler

### Gerut
- Gerutto, Witold (1912–1973), polnischer Kugelstoßer und Zehnkämpfer